# Liste der Biografien/Maty
Liste der Biografien |
Portal Biografien |
Personensuche
# |
A |
B |
C |
D |
E |
F |
G |
H |
I |
J |
K |
L |
M |
N |
O |
P |
Q |
R |
S |
T |
U |
V |
W |
X |
Y |
Z |
?
 
Ma |
Mb |
Mc |
Md |
Me |
Mf |
Mg |
Mh |
Mi |
Mj |
Mk |
Ml |
Mm |
Mn |
Mo |
Mp |
Mq |
Mr |
Ms |
Mt |
Mu |
Mv |
Mw |
Mx |
My |
Mz
 
Maa |
Mab |
Mac |
Mad |
Mae |
Maf |
Mag |
Mah |
Mai |
Maj |
Mak |
Mal |
Mam |
Man |
Mao |
Map |
Maq |
Mar |
Mas |
Mat |
Mau |
Mav |
Maw |
Max |
May |
Maz
 
Mata |
Matb |
Matc |
Mate |
Matf |
Math |
Mati |
Matj |
Matk |
Matl |
Matm |
Matn |
Mato |
Matr |
Mats |
Matt |
Matu |
Matv |
Matw |
Maty |
Matz
Die Liste der Biografien führt alle Personen auf, die in der deutschsprachigen Wikipedia einen Artikel haben. Dieses ist eine Teilliste mit 30 Einträgen von Personen, deren Namen mit den Buchstaben „Maty“ beginnt.

## Maty
- Maty, Matthew (1718–1776), niederländischer Mediziner, Biograf und Bibliothekar

### Matya
- Matyas, Georg (* 1963), österreichischer Basketballspieler
- Mátyás, Imre (1957–2012), ungarischer Sportjournalist und Fußballfunktionär
- Matyassy, Johannes (* 1957), Schweizer Diplomat

### Matyc
- Matychowiak, Frank (* 1953), deutscher Fußballspieler

### Matyj
- Matyjaszczyk, Krzysztof (* 1974), polnischer Politiker, Mitglied des Sejm
- Matyjaszewski, Krzysztof (* 1950), polnisch-US-amerikanischer Polymerchemiker

### Matyk
- Matyk, Martin (* 1983), deutscher Inline-Speedskater
- Matykiewicz, Tomáš (* 1982), tschechischer Gewichtheber

### Matyl
- Matyl, Andreas (1900–1943), deutscher römisch-katholischer Ordensmann, Missionar und Märtyrer

### Matyn
- Matynia, Ignacyo (* 1992), polnisch-US-amerikanischer Schauspieler

### Matyo
- Matyoqubova, Kumushoy, russische Crosslauf-Sommerbiathletin

### Matys
- Matyschik, Manfred (* 1940), deutscher Fußballspieler
- Matysek, Adam (* 1968), polnischer Fußballtorhüter und -trainerAdam Matysek (* 1968)

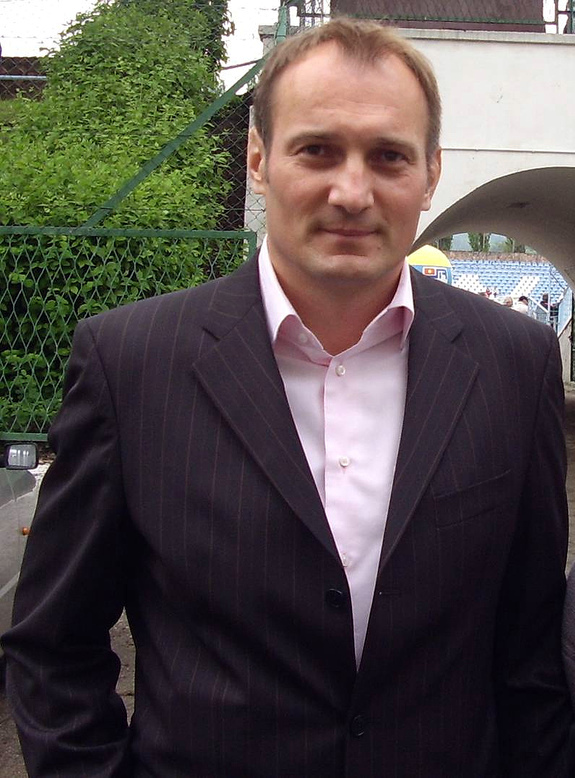
Adam Matysek (* 1968)

- Matysek, Ottilie (* 1939), österreichische Politikerin (SPÖ) und Landtagsabgeordnete im Burgenland
- Matysiak, Bartłomiej (* 1984), polnischer Radrennfahrer
- Matysiak, Gunnar, deutscher Maler, Grafiker und Illustrator
- Matysiak, Walter (1915–1985), deutscher Maler und Grafiker
- Matysik, Jörg (* 1964), deutscher Chemiker
- Matysik, Kay (* 1980), deutscher BeachvolleyballspielerKay Matysik (* 1980)

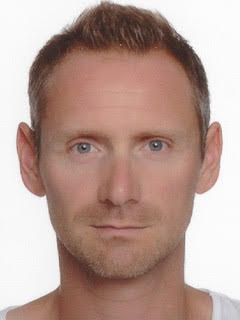
Kay Matysik (* 1980)

- Matysik, Miłosz (* 2004), polnischer Fußballspieler
- Matysik, Reiner Maria (* 1967), deutscher Bildender Künstler
- Matysik, Sylwia (* 1997), polnische Fußballspielerin
- Matysik, Waldemar (* 1961), polnisch-deutscher Fußballspieler
- Matysová, Monika (* 1981), slowakische Fußballspielerin
- Matyssek, Anne Katrin (* 1968), deutsche Diplom-Psychologin, Sachbuchautorin und Rednerin

### Matyu
- Matyukhina, Alina, ukrainische Informatikerin
- Matyus, Emma (* 2001), rumänische Leichtathletin
- Mátyus, János (* 1974), ungarischer Fußballspieler

### Matyw
- Matywiecki, Piotr (* 1943), polnischer Dichter, Literaturkritiker und Essayist